# رامی (مجموعه تلویزیونی)
رامی (انگلیسی: Ramy) مجموعه اینترنتی کمدی-درام آمریکایی است که ۱۹ آوریل ۲۰۱۹ از شبکه هولو پخش شده‌است. شبکه هولو در مه ۲۰۱۹ این مجموعه را برای یک فصل دیگر تمدید کرد.

## داستان
داستان این سریال درباره پسری به نام "رامی" است که عضوی از یک خانواده مهاجرت کرده مصری به آمریکا است. زندگی او بین دو جامعه کاملاً متفاوت قرار دارد، اول جامعه ای مسلمان که اعتقاد دارند زندگی آزمایشی الهی است و دوم دوستان او که به فکر خوشی هستند و اعتقادات دینی ندارند.